# Голіаф (роман Скотта Вестерфельда)
«Голіаф» (англ. Goliath) — фантастичний підлітковий роман Скотта Вестерфельда, написаний на стику альтернативної історії, стімпанку та біопанку, виданий 2011 року. Є завершальною частиною трилогії «Левіафан», яка показує фінал альтерантивної першої світової війни та пригод Алека з Дерін.
Сюжет описує нові пригоди екіпажу живого дирижабля «Левіафан», зокрема принца Австро-Угорщини Алека і дівчини Дерін, що видає себе за юнака Ділана. Вони дізнаються про винахід Ніколи Тесли — установку «Голіаф», здатну вразити потужними блискавками будь-яку точку на Землі. Така зброя може покласти кінець війні, але так само і призвести до її продовження, адже Тесла бажає нажитися і прославитися на «Голіафі».

## Світ роману
На відміну від попередніх частин трилогії, герої не затримуються на довго в якійсь країні. Вони подорожують по світу від Росії та Японії до США. Тут розкриваються нові грані альтернативного початку XX століття, де країни Антанти, «дарвіністи», відкрили генну інженерію, а Четвертного Союзу, «брязкачі» — конструюють крокуючі машини.
Якщо в «Левіафані» і «Бегемоті» демонструвалися держави-прихильники або «дарвіністів», або «брязкачів», то «Голіаф» показує держави змішаного типу. В Японії та США однаково послуговуються і штучно створеними істотами фабрикатами, і машинами. Наприклад, японські міста наповнені однаково машинерією і тваринами, які доповнюють одне одного у функціональності. Згадується, що близько 50 років тому американці мали значний вплив на цю країну, мало не залучивши її до «брязкачів». У США використання фабрикатів не таке явне. Машини повсюдно слугують транспортом, крім того розвивається кінематограф. Там відбувається становлення поки дивного для решти світу рівноправ'я чоловіків з жінками, що відображається як у професіях, так і моді.

## Сюжет
Тримаючи курс на Японію, дирижабль «Левіафан» через кулястість Землі вирушає найкоротшим шляхом туди через Сибір. На борт прилітає поштовий двоголовий орел з листом від російського царя. Тим часом спливає інформація про брата Ділана, Джасперта, котрий служить в британському повітряному флоті та проговорився, що має сестру. Ділан вигадує для Алека історію, що оскільки його батько загинув до повноліття обох братів, вони не можуть одночасно бути у флоті, тож мусять говорити якісь вигадки. Екіпаж піднімає за проханням царя дивний вантаж, який слід доставити до Тунгуски. В ньому виявляються незадокументовані деталі якогось пристрою. Тим часом у Стамбулі, завдяки Алеку з Діланом, відбулося повстання, а росіяни почали тіснити австро-угорців.
«Левіафан» прилітає до місця Тунгуської катастрофи, де лежать останки подібного дирижабля. На зв'язок виходить Нікола Тесла, який перебував у Сибіру з експедицією. Будучи в цьому віддаленому регіоні, йому довелося згодувати дирижабль їздовим ведмедям, щоб протриматися до прибуття допомоги. Оборонившись від голодних здичавілих ведмедів, експедицію вдається взяти на борт. Капітан Віктор Єгоров повідомляє, що дослідження Тесли фінансували німці і той навіть розробив кілька зразків зброї. Але тепер, бачачи як потерпає від війни рідна Сербія, Тесла планує допомогти «дарвіністам». Так чи інакше, «Левіафан» мусить доставити матеріали ученого до його лабораторії і Нью-Йорку. Тесла стверджує, що катастрофа 1908 року була викликана його установкою «Голіаф» і саме місце влучання її пострілу він і оглядав.
Підозрюючи, що Тесла щось приховує, Ділан пробирається до його каюти вночі і знаходить під ліжком дивний круглий залізний предмет. Він відпилює шматочок для дослідження і приносить його Алеку. Несподівано той називає Ділана Дерін, підтверджуючи побоювання, що знає про спражню стать свого друга. Алек дорікає, що Дерін не солдат, попри вислужування перед начальством, і всю дорогу обманювала його, думаючи, що принц її неодмінно видасть. Ображена дівчина відповідає ударом, але їх перериває поява доктора Баска. Алек визнає, що Дерін непоганий солдат, але не вельми хороший друг. Проте, після розмови, він усвідомлює, що Дерін закохана в нього.
«Левіафан» наближається до берегів Японії, де відбувається бій флоту «брязкачів» з японськими водяними фабрикатами. Врешті він прибуває в Токіо, де Алек з Дерін сходять на сушу. Тесла влаштовує виступ для японських і європейських учених, на якому розповідає про свій винахід — установку для передачі електрики повітрям. Він показує передачу енергії з Нью-Йорка в Токіо, що шокує публіку. Це переконує адміралтейство дати дозвіл на політ в Нью-Йорк.
Під час польоту над Тихим океаном дирижабль потрапляє у шторм. Алек під час робіт назовні втрачає свідомість, Дерін цілує його, пробуджуючи. Вона клянеться більше ніколи йому не брехати, а принц — не видавати її таємниці.
Прибуття «Левіафана» до США прагне зафільмувати містер Вільям Рендольф Герст, медіамагнат. Серед репортерів виявляється Едді Мелоун, знайомий за подіями в Станбулі. Його переслідують невідомі і Едді ховається на дирижаблі. Він пояснює, що працює на газету «Нью-Йорк ворлдс» Джозефа Пулітцера, конкурентом якої є «Нью-Йорк джорнал» Герста. Через його хитрощі репортера спочатку сприймають за німецького шпигуна. Герст запрошує принца Алека на званий обід. Він зацікавлений у тому, щоб «Левіафан» зупинявся дорогою в Нью-Йорк у крупних містах, де є його газети. Однак, дирижабль належить воюючій країні, тому не може зупинятися в портах нейтральних США до прибуття в кінцевий пункт. Єдина альтерантива — летіти через Мексику, де саме триває революція, тому цю країна не може вважатися нейтральною. Герст прагне висвітлювати в новинах весь шлях Тесли, оскільки сподівається, що його винаходи допоможуть передавати зображення на відстані та сприяють зростанню його медіаімперії.
В дорозі Нора Барлоу, Едді Мелоун та інші знаходять дивний вантаж репортера містера Френсіса, який має висвітлювати подорож в новинах. В ньому виявляються кіноплівки. «Левіафан» опиняється в Мексиці, де до нього наближаються летючі скати революціонерів. Екіпаж побоюється, що повстанський генерал Вілья замислив захопити «Левіафан». Судно перестрівають крокуючі машини, але це виявляються кінокамери. Дерін в ході висадки на розвідку отримує поранення і потрапляє до повстанців. Алек, розуміючи, що її таємницю викриють, спішить на допомогу.
Алек знаходить лікаря Асуела, коли той саме збирається роздягнути потерпілу. Її вагання змушують лікаря подумати, що вона принесла з собою під сорочкою бомбу. Зрозумівши, що Ділан — дівчина, Асуела здивований, та Алек пропонує йому за мовчання залишки золота, взятого з дому. Алек пропонує лишитися в США, де жінкам легко знайти роботу в аерофлоті.
Коли дирижабль врешті прибуває до Нью-Йорка, хтось атакує посадкову платформу. Алек рятує Мелоуна, а взамін виставляє вимогу не розповідати про таємницю Дерін, навіть задля гучної сенсації. В місті принц зустрічає Ліліт, котра вказує, що до кінця війни монархію в Австро-Угорщині може бути скасовано і Алек втратить політичне значення.
З Алеком бажають завести знайомства численні відомі американці. В ході конференцій та прийомів Алек бачить, що Тесла всіляко прагне прославитися. «Левіафан» відлітає патрулювати узбережжя на випадок наближення ворожих підводних човнів. Тесла по поверненню у свою лабораторію, починає приготування до демонстрації «Голіафа». Він хоче послати розряд на Берлін, демонстративно змінивши колір неба над містом.
Капітан «Левіафана» Гоббс помічає активність у водах. «Голіаф» же стоїть на узбережжі, вразливий до аткаки субмарин. Проте, загроза виявляється інакшою — це машини-амфібії. Нікола Тесла, наляканий, що його установку буде знищено, приймає рішення використати «Голіаф» на повну силу і завдати випереджального удару, знищивши Берлін. «Левіафан» починає обстріл ворогів, небезпечно наближаючись до вежі «Голіафа». Алек намагається переконати Теслу не атакувати чи хоча б дати можливість невинним людям евакуюватися, однак той не зважає. Вольгер, Гоффман, Клопп і Бауер приходять на допомогу, закинувши у вежу димові шашки. Вони прориваються до Тесли повз охорону. Алек хапає його електричний ціпок і вражає винахідника розрядом, чим зупиняє в останню мить. Накопичений установкою заряд розноситься навколо, знищуючи всі електричні прилади біля вежі. Принц розуміє, що вбив Теслу, але врятував «Левіафан» і жителів Берліна.
Напад німців спонукає США вступити у Першу світову війну на боці «дарвіністів». Адміралтейство присуджує Алеку медаль за відвагу. Екіпаж «Голіафа» прибуває до Вашинготна, де Конгрес США ухвалює почати бойові дії проти Німеччини та її союзників. Норі Барлоу з Лондона приходить секретний лист з результатами досліджень фрагмента загадкової сфери Тесли. Виявляється, він знайшов біля Тунгуски метеорит, який насправді й був причиною катастрофи. Таким чином, Тесла, засліплений своєю манією величі, не бажав бачити очевидного — його «Голіаф» не здатний змінити хід війни і взагалі бути тієї зброєю, як він уявляв.
Алек, несподівано для всіх, зрікається права на престол та розповідає громадськості, що саме він зупинив Теслу. Він приєднується до Зоологічного товариства в Лондоні разом з Дерін за пропозицією Нори. Росія перемагає на Східному фронті і «брязкачі» втрачають міць, війна прямує до завершення. Останні події Алек коментує журналістам девізом династії Габсбургів: «Нехай воюють інші, ти ж, щаслива Австріє, укладай шлюби».

## Додаткова глава
Додаткова глава була створена у відповідь на відгуки фанатів, що трилогії не вистачає чогось у фіналі. Скотт Вестерфельд разом з ілюстратором Кітом Томпсоном домовилися створити додаток до роману, запропонувавши читачам теми: Дерін у сукні, Алек у сукні, фінальний поцілунок чи що-небудь про Бовріла. Отримавши понад 1200 коментарів, Скотт написав главу, в якій поєднав усі варіанти, зважаючи на бурхливу реакцію фанатів. Вестерфельд опублікував додаток у своєму блозі 16 грудня 2011 року та зазначив, що оголошує всі його події канонічними.
Глава описує переддень Нового року, коли Зоологічне товариство влаштовує костюмований бал. Програвши суперечку з Дерін, Алек мусить прийти на бал у сукні. Граф Вольгер також прибуває туди, одягнений в костюм вістової ящірки. Вони обговорюють загрозу втечі фабрикатів у дику природу, що спричинить порушення екосистеми.
На балу Алек з Вольгером зустрічають доктора Спенсера в костюмі медузи і Нору з тасманійським вовком Таццою і лорі в образі ангелів. Вольгер запрошує Нору на танець, а Алек вирушає шукати Дерін. Він натрапляє на журналістку Аделу Роджерс, для якої вигадує, що переодягнувся винахідницею Адою Лавлейс. Адела розкриває, що прибула аби вивідати чому Алек відмовивився від трону і працює на Зоологічне товариство. Зрештою Алеку вдається впізнати Дерін, що прийшла з лорі Боврілем. Дівчина говорить, що його сукня старомодна і вона лише хотіла побачити його в чомусь, крім принцових шатів. Дерін пропонує розпити пляшку шампанського і усамітнитися з Алеком у місці, де «неважливо хто у що одягнений». Бовріл, бачачи це, хихикає і промовляє «містер Гогенберг».